# Rümlig
Der Rümlig ist ein fast 20 Kilometer langer rechter Nebenfluss der Kleinen Emme im Schweizer Kanton Luzern. Er durchfliesst das Eigental und entwässert dabei ein rund 64,6 Quadratkilometer grosses Gebiet in den Luzerner Voralpen.

## Name
Eine Urkunde, die in das 9. Jahrhundert datiert, erwähnt einen Fluss Rimulcum. Die erste sichere Nennung des Rümligs stammt aus der ersten Hälfte des 14. Jh. („in den Rümliken“).  Der Name wurde von einer abgegangenen Siedlung namens Rümlikon auf den Fluss übertragen.

## Geographie

### Verlauf
Der Rümlig entspringt auf einer Höhe von 1651 m ü. M. am Trochemattsattel zwischen Hüenerhubel (1577 m ü. M.) und Mittaggüpfi  auf dem Gebiet der Gemeinde Schwarzenberg. 
Er fliesst zuerst in östliche Richtung, ehe er ab der Einmündung des Bründlenbachs in einer grossen Schleife gegen Norden die subalpine Molasse, die im Gelände durch schiefgestellte Nagelfluhbänder sichtbar ist, durchbricht. Hier bildet er für ein kurzes Stück die Grenze zu Hergiswil und somit zum Kanton Nidwalden.
Nachdem der Rümlig den Weiler Eigenthal passiert hat, ändert er beim Ortsteil Lifelen wieder seine Flussrichtung, um nun gegen Südwesten zu verlaufen. Er nimmt auf diesem Abschnitt von links den Giselbach, den Längerlenbach und den Ziländgrabe auf und bildet nach der Einmündung des Fischebachs die Gemeindegrenze zwischen Schwarzenberg und Entlebuch. 
Er ändert nun erneut seinen Kurs und fliesst Richtung Nordosten, nimmt von links den oberhalb der Rengg entspringenden Fischebach auf und mündet schliesslich aus dem Südsüdwesten kommend bei Schachen auf der Gemeindegrenze von Werthenstein und Malters auf einer Höhe von 509 m ü. M. von rechts in die aus dem Westnordwesten heranziehende Kleine Emme.
Der 19,96 km lange Lauf des Rümligs endet ungefähr 1142 Höhenmeter unterhalb seiner Quelle, er hat somit ein mittleres Sohlgefälle von circa 57 ‰.

### Einzugsgebiet
Das 64,59 km² grosse Einzugsgebiet des Rümligs liegt in den Luzerner Voralpen und wird durch ihn über die Kleine Emme, die Reuss, die Aare und den Rhein zur Nordsee entwässert.
Es besteht zu 52,2 % aus bestockter Fläche, zu 38,6 % aus Landwirtschaftsfläche, zu 2,3 % aus Siedlungsfläche und zu 6,8 % aus unproduktiven Flächen.
Flächenverteilung
Die mittlere Höhe des Einzugsgebietes beträgt 1064,9 m ü. M. Der höchste Punkt ist das Mittaggüpfi (Gnepfstein) mit einer Höhe von 1916,6 m ü. M. im Südwesten des Einzugsgebietes.

### Zuflüsse
Von der Quelle zur Mündung. Namen nach den Geoportalen der Kantone Luzern und Nidwalden, Daten nach dem Geoserver der Schweizer Bundesverwaltung
- Bründlebach (rechts), 0,9 km, 1,93 km²
- Spirbach (rechts), 0,4 km
- Kastelengraben (Lauelenbach[5]) (rechts), 2,0 km, 2,09 km²
- Chrümelbach (rechts), 2,8 km, 2,00 km²
- Hübel (rechts), 0,3 km[6]
- Giselbach (links), 3,7 km, 5,06 km², 0,17 m³/s
- Längerlebach (Giessbach[5]) (links), 5,7 km, 5,39 km²
- Ännigergraben[7] (links), 1,0 km
- Ziländgraben (Zilandgraben[5]) (links), 2,3 km, 1,26 km²
- Fischebach [GKZ: CH 2747] (links), 4,6 km, 9,42 km², 0,28 m³/s
- Haselegggraben (links), 2,1 km
- Blattiggraben [GKZ: CH 2746] (links), 2,7 km, 2,03 km²
- Blattiggraben  [GKZ: CH 2745] (Rohrgraben[5])  (links), 2,0 km, 1,04 km²
- Fischebach  [GKZ: CH 2744] (links), 7,9 km, 9,01 km², 0,26 m³/s
- Grütbach (links), 1,9 km, 0,74 km²
- Möslibach (links), 1,6 km
- Dägebach (links), 1,4 km
- Schränzbach (links), 0,4 km

## Hydrologie
Bei der Mündung des Rümligs in die Kleine Emme beträgt seine modellierte mittlere Abflussmenge (MQ) 2,04 m³/s. Sein Abflussregimetyp ist nivo-pluvial préalpin und seine Abflussvariabilität beträgt 20.